# 제3의 물결 (토플러)
《제3물결》(The Third Wave)은 미국의 저술가이며 미래학자인 앨빈 토플러가 1980년에 쓴 책의 제목이며 앨빈 토플러가 제안한 물결 이론으로 현대 정보사회를 설명하고자 하는 이론의 이름이다.
이 책은 20세기 후반과 21세기의 다가오는 정보혁명과 정보사회를 예견하여 유명하다. 전작 《미래 쇼크》에 이은 이 책에서 토플러는 제1의 물결인 농업혁명, 제2의 물결인 산업혁명에 이은 제3의 물결로서 정보혁명을 설명하고 있다.

## 토플러의 물결 이론
1. 첫 번째 물결은 농업 혁명에 의한 수렵 채집사회에서 본격적 문명의 시대로 도래하게 되는 농경사회로의 혁명적 사회 변화이다.
2. 두 번째 물결은 산업 혁명에 의한 농경사회에서 산업 사회로의 사회 변화이다. 핵가족, 공장같은 교육시스템 과 기업의 주요 요소를 가진다. 토플러는 " 제2의 물결의 사회는 고도로 산업화되어 있으며 대량생산, 대량분배, 대량소비, 대량교육, 대량휴양, 대중문화와 대량살상무기들에 기반하고 있다. 이러한 것들은 표준화, 중앙화, 집중화 그리고 동기화를 통해 엮어지게 되며 우리들이 관료주의라 부르는 조직에 의해 운영된다"라고 하였다.
3. 세 번째 물결, 곧 "제3의 물결"은 후기 산업화 사회이며 정보화 사회이다. 1950년대 후반부터 산업 사회에서 정보 사회로의 변혁이 일어나기 시작했다. 이 사회에서는 탈대량화, 다양화, 지식기반 생산과 변화의 가속이 있을 것이라고 그는 예측했으며 그는 "변화는 탈선형화되어 있으며 거꾸로도, 앞으로도 그리고 옆으로도 발전이 가능하다."라고 주장하고 있다.

## 인류학적 관점에서 제3의 물결
다른 인류학적인 시대 구분인 석기시대, 청동기시대, 철기시대의 구분은 토플러의 물결이론 만큼이나 문명에 큰 영향을 주었다. 현재는 수렵 채집 중심의 사회는 거의 남아 있지 않다. 인류학적 관점에서 채집중심의 사회로부터 농경사회로의 전환은 신석기문명의 발달이다. 제1의 물결에서 제2의 물결로 바뀌어 가는 시기는 철기시대에서 강철시대 문명으로의 발달이었다. 현재는 이러한 새로운 사회문명으로의 발달을 지칭하는 시대 구분용어는 분명하지 않지만 후기산업사회라고도 일컫는다.

## 같이 보기
- 앨빈 토플러
- 프로슈머

## 참고 문헌
- The Third Wave, Alvin Toffler. ISBN 0-517-32719-8
- 제3물결, 앨빈 토플러. 한국경제신문사, ISBN 89-475-2002-0
- 제3의 물결, 앨빈 토플러. 홍신사상신서, ISBN 89-7055-149-2